# Rassegna nazionale delle arti figurative
Nel 1948 anche la Quadriennale di Roma risentì del dibattito su “continuità o rottura” con la cultura del ventennio fascista, all'epoca molto sentito. A segnare il distacco la stessa denominazione venne mutata in Rassegna nazionale delle arti figurative (sebbene dalla successiva edizione del 1951 la rassegna riprenderà il nome originario). Si chiuse "l'era" della gestione di Cipriano Efisio Oppo (che, per la prima volta, si ritenne libero di partecipare come artista all'esposizione) e la Quadriennale venne affidata a un commissario, lo scultore Francesco Coccia, che ne diventò anche segretario generale.
Non furono previsti premi per gli espositori e di conseguenza venne eliminata anche la giuria; la stessa sede espositiva fu spostata, per motivi logistici, alla Galleria nazionale d'arte moderna a Valle Giulia. La continuità rimase nella formula che vide la Quadriennale romana come una ricognizione a tutto tondo delle arti figurative in Italia. Gli artisti presenti furonoo circa ottocento, le opere millecinquecento.
L'esposizione si aprì il 31 marzo del 1948 e si chiuse nel maggio 1948, con una scarsa presenza di pubblico.
Vi parteciparono i Neocubisti e gli astrattisti del Gruppo Forma.

## Giuria di accettazione
Gli artisti furono scelti da una giuria presieduta dallo stesso Francesco Coccia (presidente) e da Felice Casorati, Pericle Fazzini, Alberto Gerardi, Renato Guttuso, Mario Mafai e Paolo Ricci.

## Allestimento e collocamento delle opere
Il collocamento fu affidato ad una commissione ad hoc, composta da Nino Bertoletti, Francesco Perotti, Enrico Prampolini e Giovanni Prini.

## Catalogo
Il catalogo, Rassegna nazionale di arti figurative, venne editato per i tipi dell'Istituto grafico tiberino.

## Retrospettive
Venne inaugurata l'usanza di presentare retrospettive, spazi vengono riservati a Rudolf Levy, Arturo Martini e Arturo Nathan.

## A
Domenico Abate Critaldi; Manfredo Acerbo; Antonio Achilli; Afro (Afro Basaldella); Albert Alcalay; Edoardo Alfieri; Enrico Alimandi; Adriano Alloati jr; Augusto Alvini; Orazio Amato; Emilio Ambron; Giovanni Amoroso; Cesare Andreoni; Alberto Andrullo; Pietro Angelini; Arduino Angelucci; Pietro Annigoni; Nereo Annovi; Flavi Arlotta; Giuseppe Armocida; Federica Aroldi Furlotti; Pierluigi Arri; Beppe Assenza; Astorio (Ariosto Trinchera); Ugo Attardi; Marcello Avenali; Luigi Aversano

## B
Mario Bacchelli; Maria Bacci Baccio; Venanzio Baccilieri; Vittorino Bagattini; Armando Baldinelli; Giacomo Balla; Gianni Ballarò; Giovanni Bandieri; Aurelio Barbagallo; Giuseppe Barberi; Carlo Barbieri; Francesco Barbieri; Giovanni Barbisan; Eduard Bargheer; Pietro Barillà; Renato Barisani; Duilio Barnabè; Antonio Barrera; Luigi Bartolini; Ugo Vittore Bartolini; Nunzio Bava; Laura Bellini; Ennio Belsito; Benedetta (Benedetta Cappa Marinetti); Ibleto Bentivoglio; Ugo Bernasconi; Roberto Bertagnin; Antonio Berti; Augusto Bertinara; Mario Bertini; Nino Bertocchi; Nino Bertoletti; Lino Berzoini; Wanda Biagini; Lino Bianchi Barriviera; Angelo Biancini; Pietro Bibolotti; Primo Bidischini; Tarquinio Bignozzi; Carlo Bisi; Marcello Boccacci; Umberto Boccioni; Oreste Bogliardi; Marcello Boglione; Evaristo Boncinelli; Sergio Bonfantini; Antonio Bonfiglio; Renzo Bongiovanni Radice; Girolamo Bonomi; Enrico Bordoni; Aldo Borgonzoni; Maria Grazia Bornigia; Pompeo Borra; Luciano Borsotti; Alfonso Bortolotti; Timo Bortolotti; Carlo Bossi; Silvano Bozzolini; Tarquinio Bignozzi; Bruno Bramanti; Luise Diana Brancaccio; Gastone Breddo; Antonio Brenda; Antonio Bresciani; Elisabetta Brewster; Remo Brindisi; Aldo Brizzi; Luigi Brunello; Anselmo Bucci; Mario Bucci; Antonio Bueno; Xavier Bueno; Pietro Bugiani; Guido Bugli; Linda Buonaiuti; Ezio Buscio; Remigio Butera

## C
Guido Cadorin; Lelia Caetani; Corrado Cagli; Luigi Andrea Calabrini; Antonio Calderara; Guido Calori; Bruno Calvani; Ettore Calvelli; Aldo Calò; Amelia Camboni; Domenico Campanelli; Pier Carlo Campanello; Giuseppe Canali; Franco Cannilla; Domenico Cantatore; Bruno Cappacci; Ugo Capocchini; Giuseppe Capogrossi; Dino Caponi; Giuliana Caporali; Antonio Caporusso; Alfiero Cappellini; Carmelo Cappello; Elena Cappiello; Antonio Capuano; Domenico Caputi; Antonio Carbonati; Carlo Caroli; Nicolas Carone; Aldo Carpi; Carlo Carrà; Sebastiano Carta; Dino Caruso; Ugo Carrà; Evelina Casalini; Pino Casarini, Michele Cascella, Tommaso Cascella; Ezio Casone; Aurelia Casoni, Cesare Casoni; Felice Casorati; Umberto Maria Casotti; Bruno Cassinari; Narciso Cassino; Ugo Castellani; Alfio Castelli; Raffaele Castelli; Renato Casti; Leo Castro; Eustachio Catalano; Alfredo Catarsini; Galileo Cattabriga; Emanuele Cavalli; Saverio Cavalli; Guglielmo Achille Cavellini; Leonetta Cecchi Pieraccini; Dario Cecchi; Celestino Celestini; Anna Cena; Gabriele Cena; Giuseppe Centi; Romolo Cerrati; Giuseppe Cerrina; Luigi Cervellati; Giuseppe Cesetti; Arturo Cecchi; Sandro Cherchi; Alberto Chiancone; Aldo Chiappelli; Francesco Chiappelli; Maria Chiaromonte; Riccardo Chicco; Filippo Chissotti; Giovanni Chissotti; Guido Chiti; Giovanni Ciangottini; Vincenzo Ciardo; Arnoldo Ciarrocchi; Mario Cimarra; Virginio Ciminaghi; Mario Ciucci; Remigio Clementoni; Mario Cocchi; Antonio Cocchioni; Francesco Coccia; Giovanni Colacicchi; Domenico Colao; Ettore Colla; Raffaele Collina; Gianni Colognese; Rolando Colombini; Edoardo Maria Colucci; Mario Colucci; Vincenzo Colucci; Silvio Consadori; Pietro Consagra; Giovanni Consolazione; Giuseppe Consoli; Vico Consorti; Carlo Conte; Michelangelo Conte; Primo Umberto Conti; Nino Corrado Corazza; Antonio Corpora; Carlo Corsi; Giulio Corsini; Mario Cortiello; Franco Costa; Raffaele Costi; Tullio Crali; Italo Cremona; Angelo Mario Crepet; Luigi Crisconio; Carlo Crispini; Gino Croari; Venanzo Crocetti; Arnolfo Crucianelli; Domenico Cucchiarti; Resita Cucchiari; Renata Cuneo; Armando Cuniolo; Vittorio Cusatelli

## D
Gian Rodolfo D'Accardi; Marcello D'Agliano; Carlo D'Aloisio Da Vasto; Gemma D'Amico Flugi; Giulio D'Angelo; Lorenzo D'Ardia Caracciolo; Manlio D'Ercoli; Giulio Da Milano; Eugenio Da Venezia; Mario Guido Dal Monte; Tullio Dall’Anese; Carlo Dalla Zorza; Romeo Daneo; Franco Dani; Mario Davico; Arturo Dazzi; Luigi De Angelis, Vitaliano De Angelis; Domenico De Bernardi; Cia De Blasio; Enrico De Cillia; Eugenio De Courten; Emilia De Divitiis; Sergio De Francesco; Ladislao De Gauss; Renato De Giorgis; Raffaele De Grada; Pietro De Laurentiis; Benedetto De Lisi; Federico De Rinaldo; Roberto De Robertis; Carlo De Roberto; Francesco De Rocchi; Amleto De Santis; Enrico De Tomi; Antonio De Val; Margherita De Vincentiis Zambrano; Giorgio De Vincenzis; Umberto Degano; Angelo Del Bon; Nannetta Del Vivo; Mario Delitalia; Fausto Maria Della Bona; Angelo Della Torre; Mino Delle Site; Fortunato Depero; Stanislao Dessy; Edoardo Devetta; Clara Deyeze; Angelo Di Castro Ottavi; Vittorio Di Cobertaldo; Palmerindo Di Fabio; Maria Grazia Di Giorgio; Alfonso DI Pasquale; Mario Dinon; Benvenuto Maria Disertori; Michele Dixitdomino; Pietro Dodero; Felice Dottarelli; Ida Pia Donati; Maria Antonietta Donegà; Piero Dorazio; Carlo Dottarelli; Gerardo Dottori; Ercole Drei; Amigo Dreoni; Ofelia Duranti Keelan

## E
Bianca Emanuele

## F
Agenore Fabbri; Ulderico Fabbri; Marcello Facciotti; Tonci Fantoni; Eliano Fantuzzi; Enzo Faraoni; Guido Fanna; Fernando Farulli; Roberto Fasola; Alessandro Fè d'Ostiani; Ferruccio Ferrazzi; Pier Demetrio Ferrero; Maro Ferretti; Guido Ferroni; Toni Fiedler; Tullio Figini;  Fillia (Luigi Enrico Colombo); Garzia Fioresi; Eva Fischer; Gyory Fisch; Napoleoni Fiumi; Carlo Fontana Arnaldi; Lucio Fontana; Armando Foresti; Claudia Formica; Felicita Frai; Riccardo Francalancia; Francesco Franchetti; Lidia Franchetti; Nino Franchina; Valerio Fraschetti; Gino Frattani; Maria Maddalena Fremura; Salvatore Friscia; Donato Frisia; Achille Funi; Bruno Furlotti

## G
Ignaz Gabloner; Nicola Galante; Nino Galizzi; Guido Galletti; Albino Galvano; Mario Gambetta; Lorenzo Garaventa; Tullio Garbari; Franco Garelli; Luciano Gaspari; Bruna Gasparini; Nino Gasparri; Saverio Gatto; Pietro Gaudenzi; Piero Gauli; Romano Gazzera; Lelio Gelli; Franco Gentilini; Alberto Gerardi; Oscar Ghiglia;  Gianbecchina (Giovanni Becchina); Manlio Giarrizzo; Angelo Giordani; Alvaro Giordano; Edoardo Giordano; Salvatore Giordano; Giacomo Giorgis; Ezio Giovannozzi; Nazzareno Gironi; Franco Girosi; Laura Giuliani Redini; Maria Laetitia Giuliani; Raffaele Giurgola; Giuseppe Golfieri; Gino Gonni; Lina Gorgone; Biagio Grassi; Tonino Grassi; Ugo Adriano Graziotti; Renzo Grazzini; Emilio Greco; Paolo Grilli; Italo Griselli; Cesarina Gualino; Antonio Guarino; Lorenzo Guerrini; Mino Guerrini; Michele Guerrisi; Stéphanie Guerzoni; Virgilio Guidi; Renato Guttuso; Beppe Guzzi; Virgilio Guzzi

## H
Signe Hammar

## I
Bruno Innocenti; Casimiro Iodi; Franco Iurlo

## J
Josef Jarema

## K
Nicolaj Kasak; Luigi Krumm

## L
Ettore Lalli; Dino Lanaro; Angelo Maria Landi; Fileberto Lardera; Mario Lattes; Giuseppe Lavagna; Domenico Lazzareschi; Pietro Lazzari; M.M. Lazzaro (Domenico Maria Lazzaro, detto Mimì); Walter Lazzaro; Leoncillo (Leoncillo Leonardi); Marcello Leoncini; Paola Levi Montalcini; Carlo Levi; Adolfo Levier; Rudolf Levy; Umberto Lilloni; Giuseppe Lombardi; Giovanni Lomi; Rinaldo Lotta; Dilvo Lotti; Gino Lucchi Del Zozzo; Ugo Lucerni; Maria Lupieri

## M
Mino Maccari; Raffaella Macrì; Mario Mafai; Umberto Maganzini; Nina Maggi; Raffaella Magliola Maciocchi; Alberto Magnelli; Angelo Camillo Maine; Giuseppe Malagodi; Rodolfo Malesci; Ermanno Malisan; Ugo Malvano; Mauro Manca; Maria Mancuso Grandinetti; Pompilio Mandelli; Domenico Manfredi; Roberto Manni; Edgardo Mannucci; Antonio Marrasco; Pasquarosa (Pasquarosa Marcelli Bertoletti); Nella Marchesini; Maria Santicchi Marchetti; Giovanni March; Millo Marchi; Mario Marcucci; Anacleto Margotti; Valerio Mariani; Marino Marini; Umberto Mariotti; Eugenio Markowsky; Piero Martina; Manlio Martinelli; Gaetano Martinez; Arturo Martini; Carlo Martini; Enrico Martini; Giuseppe Martini; Quinto Martini, Napoleone Martinuzzi; Marcello Mascherini; Aniello Antonio Mascolo; Giacomo Maselli; Umberto Mastroianni; Concetto Maugeri; Daphne Maugham Casorati; Marino Mazzacurati; Giuseppe Mazzoli; Antonio Mazzotta; Giuseppe Mazzullo; Osvaldo Medici Del Vascello; Pietro Melecchi; Melchiorre Melis; Roberto Meli; Mario Meli; Gino Meloni; Elena Iolanda Meneghini; Antonio Mennella; Costanza Mennyey; Francesco Menzio; Francesco Camillo Mercati; Plinio Mesciulam; Lorenzo Gigotti Micheli; Corrado Michelozzi; Giuseppe Migneco; Sebastiano Miluzzo; Leone Minassian; Carlo Minelli; Carla Mingoli; Luciano Minguzzi; Saro Mirabella; Amedeo Modigliani; Natalia Mola; Sante Monachesi; Pasquale Monaco; Alvaro Monnini; Dante Montanari; Giuseppe Montanari; Ercole Monti; Rolando Monti; Emanuele Montrone; Giorgio Morandi; Pietro Morando; Enzo Morelli; Mattia Moreni; Bernardo Morescalchi; Eraldo Mori Cristiani; Neno Mori; Pasquali Morino; Giuseppe Moro; Federico Moroni; Ivan Mosca; Mario Moschi; Gabriele Mucchi; Bruno Munari; Anton Zoran Music

## N
Gilda Nagni; Arduino Nardella; Antonio Nardi (pittore); Giovanna Nascimbene Tallone; Renato Natali; Arturo Nathan; Aldo Natili; Dario Neri; Giovanni Nicolini; Alberto Nobili; Francesco Nonni; Emilio Notte

## O
Giovanni Omiccioli; Cipriano Efisio Oppo; Augusto Orlandi; Nemesio Orsatti; Enrico Ortolani; Ugo Ortona; Czinner Ossi

## P
Felicia Pacanowska; Nicola Pacella; Paolo Pace; Ivos Pacetti; Umberto Padella; Giovanni Paganin; Guido Paola Paietta; Bernardino Palazzi; Francesco Saverio Palozzi; Gastone Panciera; Roberto Pane; Pasquale Panetta; Luigi Paolelli; Sarino Papalia (Rosario Papalia); Federigo Papi; Eugenio Pardini; Francesco Parente; Giselda Parisella; Francesco Pasi; Enzo Pasqualini; Lia Pasqualino Noto; Michele Paszyn; Enrico Paulucci; Francesco Peplessoni; Guglielmo Pellegrini; Tino Pelloni; Eso Peluzzi; Siro Penagini; Lorenzo Pepe; Achille Perilli; Lino Perissinotti; Nino Perizi; Francesco Perotti; Franco Pesce; Umberto Peschi; Carlo Alberto Petrucci; Diego Pettinelli; Fulberto Pettinelli; Assen Peykoff; Guido Peyron; Arturo Peyrot; Sigfrido Pfau; David Piazza; Giuseppe Piccolo; Orazio Pigato; Adriana Pincherle; Ottavio Pinna; Fausto Pirandello; Armando Pizzinato; Marina Poggi D’Angelo; Ebe Poli; Silvio Polloni; Pino Ponti; Alessandro Pornaro; Primo Potenza; Enrico Prampolini; Dino Predonzani; Enzo Pregno; Osvaldo Previtali; Giovanni Prini; Alice Psacharopulo; Linda Puccini; Roberto Pucci; Silvio Pucci; Domenico Purificato

## Q
Carlo Quaglia; Eva Quajotto; Marino Quartieri; Carmelo Quattrok;  Mimì Quilici Buzzacchi (Emma Buzzacchi Quilici)

## R
Mario Radice; Carol Rama; Emanuele Rambaldi; Francesco Ranno; Antonietta Raphaël Mafai; Juti Ravenna; Gastone Razzacuta; Mauro reggiani; Renzo Ragosa; Luigi Renzoni; Eleuterio Riccardi; Gemma Riccardi; Paolo Ricci; Federico Righi; Maria Rispoli; Fausta Rivera; Ezio Rizzetto; Pippo Rizzo; Paolo Rodocanachi; Emy Roeder; Alfredo Romagnoli; Giovanni Romagnoli; Giuseppe Romanelli; Romolo Romani; Elio Romano; Gino Romiti; Romano Romiti; Mario Romoli; Bruno Rosai; Ottone Rosai; Mino Rosi; Giovanni Rosone; Amleto Rossi; Ilario Rossi; Mino Rosso; Fortunato Rosti; Francesco Ruberti; Edoardo Rubino; Nicola Rubino; Quirino Ruggeri; Corrado A. Russo; Luigi Russolo

## S
Nestorio Sacchi; Oscar Saccorotti; Piero Sadun; Bruno Saetti; Alberto Salietti; Raffaello Salimbeni; Aldo Salvadori; Wanda Salvadori; Salvatore (Salvatore Messina); Anna Salvatore; Ada Salvatori; Antonio Sanfilippo; Antonio Giuseppe Santagata; Anselma Santini; Giuseppe Santomaso; Enzo Santostefano; Ruggero Sargentini; Manlio Sarra; Aligi Sassu; Geny Savarino; Angelo Savelli; Eugenia Saveri; Alberto Savinio; Carlo Sbisà; Nino Scandurra; Giordano Scaravelli; Gino Scarpa; Luigi Scarpanti; Salvatore Scarpitta; Ferruccio Scattola; Francesco Schilirò; Luigi Schingo; Daniele Schmiedt; Mirella Schott Sbisà;  Toti Scialoja (Antonio Scialoja); Gregorio Sviltian; Luigi Scirocchi; Antonio Scordia; Filippo Scroppo; Achille Sdruscia; Fioravante Seibezzi; Attilio Selva; Luigi Servolini; Giorgio Settala; Gino Severini; Gustavo Sforni; Silvana Siciliani; Carlo Sergio Signori; Renato Signorini; Raffaella Silva; Antonio Sin; Mario Sironi; Emilio Sobrero; Ardengo Soffici; Francesco Sormani; Carlo Soncelli; Liana Sotgiu; Luigi Spacal; Andrea Spadini; Gino Spalmach; Francesco Speranza; Adriano Spilimbergo; Nino Springolo;  Pippi Starace (Giuseppe Starace); Enrico Steiner; Vito Stifano; Giovanni Stradone; Carlo Striccoli; Dyalma Stultus; Luigi Surdi

## T
Remo Taccani; Irma Taddeo Danioni; Filippo Tallone; Guido Tallone; Giuseppe Tampieri; Giuseppe Tarantino; Tato; Bianca Tavella; Eugenio Tavolara; Ascanio Tealdi; Carlo Terzolo; Ampelio Tettamanti; Alcide Ticò; Leonetto Tintori; Giovanni Tizzano; Giovanni Tognini; Ennio Tomai; Fiorenzo Tomea; Annmaria Tommasini; Tina Tommasini; Mario Toppi; Osvaldo Tordi; Attilo Torresini; Orazio Toschi; Arturo Tosi; Amerigo Tot; Mario Tozzi (pittore); Ernesto Treccani; Nurdio Trentini; Edoardo Treveze; Maria Trevisani Montini; Gianni Tribaudini; Francesco Trombadori; Fernando Troso; Sanzio Trovarelli; Wladimiro Tulli; Giulio Turcato

## U
Angelo Urbano Del Fabbretto; Ildebrando Urbani

## V
Memo Vagaggini; Maria Vagliasindi Del Castello; Fausto Vagnetti; Italo Valenti; Domenico Valinotti; Antonio Vangelli; Angelo Vannetti; Mario Vagnarolo; Piro Vecchiati; Valeria Vecchia; Emilio Vedova; Mario Vellani Marchi; Antonio Venditti; Lucio Venna; Adriano Maria Venturini; Luigi Venturini; Carlo Verdecchia; Libero Verzetti; Costantino Vetriani; Alberto Viani; Corrado Vigni; Farpi Vignoli; Benso Vignolini; Carlo Villani; Alberto Vitali; Emilia Maria Vitali; Mario Vita; Eugenio Viti; Umberto Vittorini; Mario Vittorio; Giuseppe Viviani; Raul Viviani; Vittorio Viviani; Volterrano Volterrani; Lucenti Vuattolo

## W
Jenny Wiegmann Mucchi

## Y
Armiro Yaria

## Z
Oreste Zaccagna; Dante Zamboni; Alberto Zampieri;  Tono Zancanaro (Antonio Zancanaro); Gigiotti Zanini; Nwvarth Cimara Zarian; Giulia Zeisel; Giuseppe Zigaina; Sergio Ziveri; Carlo Zocchi; Annibale Zucchini.